# Краснознаменский (Владимирская область)
Краснознаменский — посёлок в Камешковском районе Владимирской области России, входит в состав Вахромеевского муниципального образования.

## География
Посёлок расположен на берегу реки Тальша в 3 км на юго-восток от центра поселения посёлка Имени Горького, в 14 км на север от райцентра Камешково.

## История
В XIX веке на месте посёлка существовало село Великово. В 1831 году в селе на средства прихожан была построена каменная церковь с колокольней и оградой. Престолов в церкви было три: в холодной — в честь Грузинской Божьей Матери и в теплом приделе: во имя Святителя и Чудотворца Николая и во имя святой мученицы Параскевы. Копии метрических ведомостей хранились в церкви с 1802 года. С 1887 года в селе существовала церковно-приходская школа.
В XIX — первой четверти XX века село Великово входило в состав Вознесенской волости Ковровского уезда, с 1926 года — в составе Тынцовской волости. В 1859 году в деревне числилось 18 дворов, в 1905 году — 21 дворов, в 1926 году — 31 дворов.
С 1929 года в селе была размещена центральная усадьба совхоза «Великово», входившая в состав Ручкинского сельсовета Ковровского района, с 1940 года — в составе Вахромеевского сельсовета Камешковского района, с 2005 года — в составе Вахромеевского муниципального образования.
В 1966 году посёлок центральной усадьбы совхоза «Великово» был переименован в посёлок Краснознаменский.

## Население
| 1859 | 1905 | 1926 | 2002 | 2010 | 2021 |
| ---- | ---- | ---- | ---- | ---- | ---- |
| 63   | ↘22  | ↗53  | ↗246 | ↘184 | ↘158 |

## Инфраструктура
В посёлке расположены Арефинский фельдшерско-акушерский пункт, дом культуры

## Достопримечательности

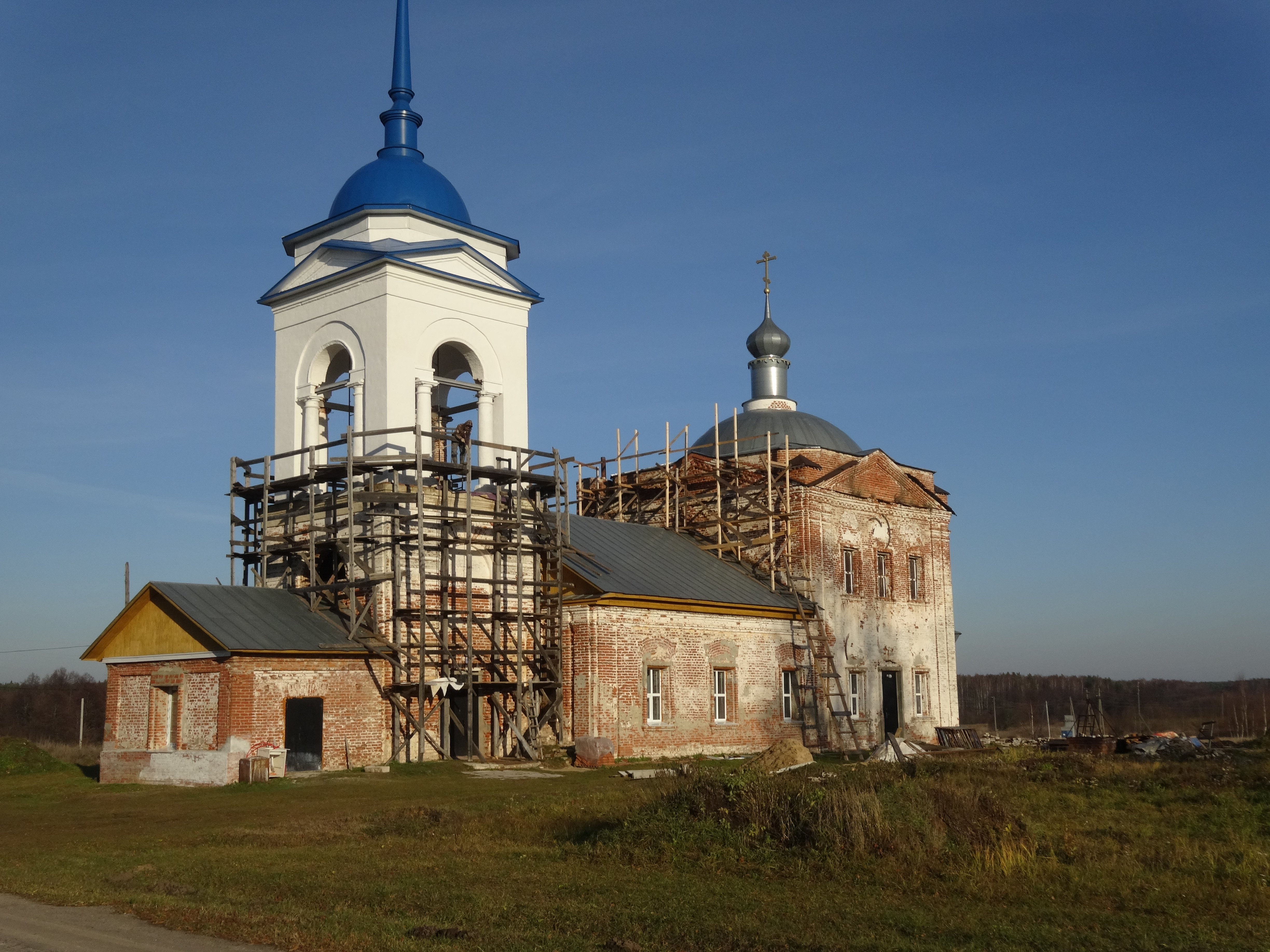

В посёлке находится церковь Грузинской иконы Божией Матери.